# Jordi Meeus
Pour les articles homonymes, voir Meeus.
Jordi Meeus, né le 1er juillet 1998 à Lommel, est un coureur cycliste belge. Il a notamment remporté une étape du Tour de France 2023 sur les Champs-Élysées.

## Biographie
Spécialiste du sprint, Jordi Meeus commence fin 2016 en tant que stagiaire pour l'équipe continentale SEG Racing Academy, avant de signer un contrat de 2018 à 2020. Durant cette période, il remporte la course d'un jour Gooikse Pijl en 2018 et deux étapes du Czech Cycling Tour ainsi qu'une étape du Tour d'Italie espoirs en 2020. Il est également champion de Belgique sur route espoirs en 2020.

### Bora-Hansgrohe (depuis 2021)
En 2021, il rejoint le World Tour en signant un contrat de deux ans avec la formation Bora-Hansgrohe, où il renforce le train du sprinteur allemand Pascal Ackermann. Pour sa première saison à ce niveau, il se montre à son avantage en mars en terminant quatrième de la Nokere Koerse. En mai, il remporte la deuxième étape du Tour de Hongrie et porte le maillot de leader pendant une étape. Il se classe ensuite quatrième du championnat de Belgique sur route, où il règle le sprint du peloton. En août, il participe au  Tour d'Espagne. Pour son premier grand tour, il passe proche d'un premier succès, terminant deuxième de la 16e étape, derrière Fabio Jakobsen. En fin de saison, il enchaine les résultats. Troisième de la Gooikse Pijl, il est ensuite deuxième du Grand Prix de Denain derrière Jasper Philipsen et du Tour de l'Eurométropole derrière Jakobsen. Il remporte le 7 octobre sa deuxième victoire de l'année lors de Paris-Bourges.
En 2022, Jordi Meeus se classe deuxième championnat de Belgique sur route, devancé à l'arrivée par Tim Merlier. Lors du Tour de Pologne, il obtient deux podiums d'étapes avant de chuter durant le contre-la-montre. Il subit alors une fracture à une clavicule et une fracture du nez.

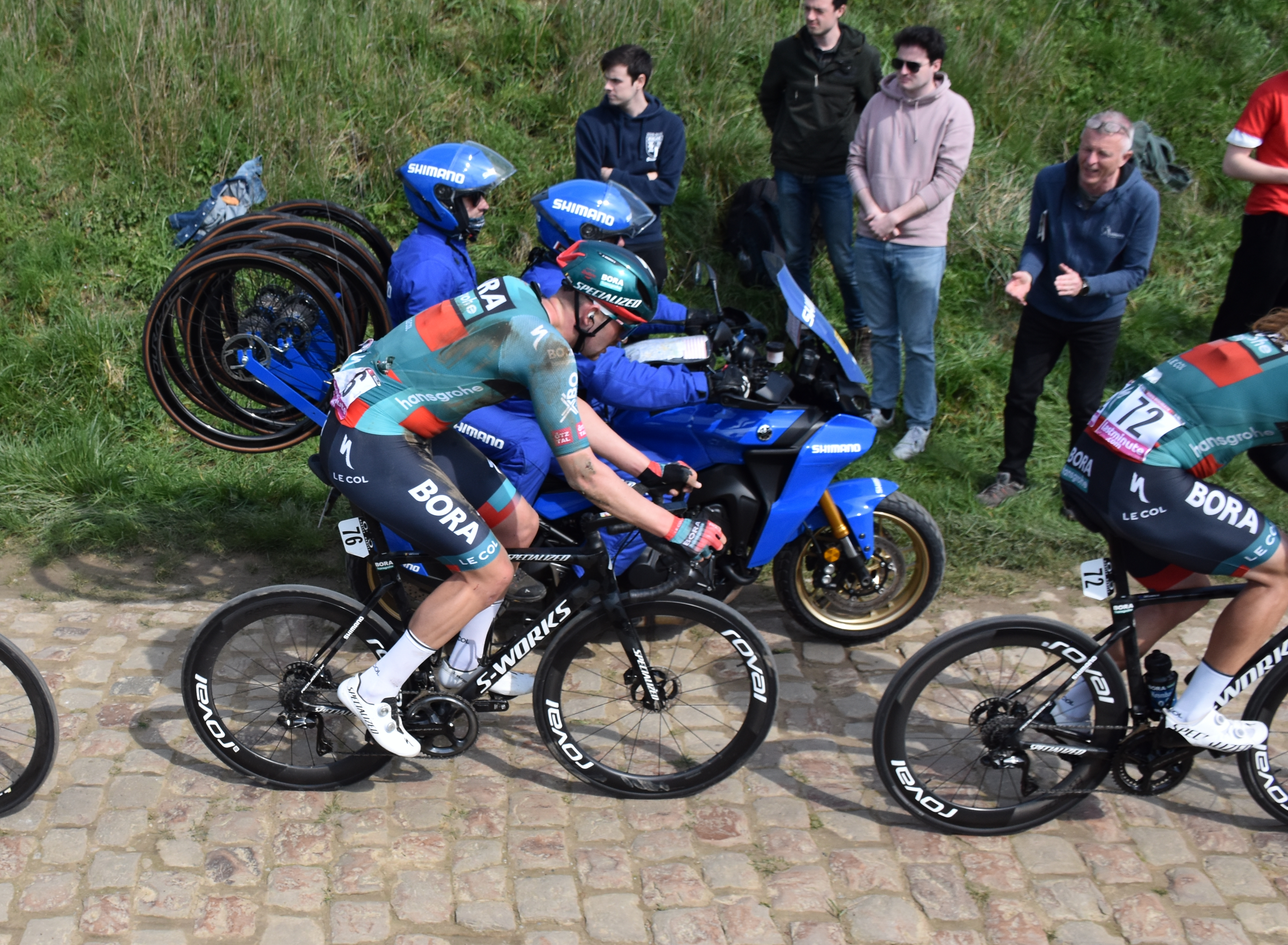
Jordi Meeus lors de Paris-Roubaix 2023.

En 2023, il remporte la 21e étape du Tour de France au sprint sur les Champs-Élysées à Paris devançant le maillot vert Jasper Philipsen d'un boyau. 
En 2024, il se classe troisième de Gand-Wevelgem et huitième de Paris-Roubaix. Le 25 mai, il remporte la troisième étape du Tour de Norvège à Egersund. Le 23 juin, il termine troisième au sprint du championnat de Belgique à Zottegem derrière Arnaud De Lie et Jasper Philipsen. Au mois de juillet, il gagne la première étape du Tour de Wallonie et prolonge de deux ans le contrat qui le lie à sa formation. Il termine sa saison avec des deuxièmes places sur la Gooikse Pijl et le Tour de Münster.
Il remporte sa première victoire de l'année 2025 en février au Tour de l'Algarve lors de la troisième étape à Tavira devant Biniam Girmay et Arnaud De Lie et termine ce tour avec le maillot vert du classement par points. Après avoir quitté le Tour de Suisse à l’issue de sa victoire dans la 6e étape à Neuhausen am Rheinfall, il remporte deux jours plus tard la première édition du Copenhagen Sprint, son premier succès sur une course d'un jour reprise sur l'UCI World Tour.

## Palmarès

### Par années

#### Junior et espoir
| - 2016 - 2e du championnat de Belgique du contre-la-montre par équipes juniors - 2017 - Grand Prix Claudy Sohet - 2018 - Gooikse Pijl - 2019 - Grand Prix Tombroek Rollegem - 2e du Tour de Groningue - 2e de la Wanzele Koerse - 3e de la Gylne Gutuer | - 2020 - Champion de Belgique sur route espoirs - Wanzele Koerse - 2e et 3e étapes du Czech Cycling Tour - 6e étape du Tour d'Italie espoirs - 2e de Paris-Tours espoirs - 7e du championnat d'Europe sur route espoirs |  |

#### Professionnel
| - 2021 - 2e étape du Tour de Hongrie - Paris-Bourges - 2e du Grand Prix de Denain - 2e du Tour de l'Eurométropole - 3e de la Gooikse Pijl - 2022 - 5e étape du Tour de Grande-Bretagne - Primus Classic - 2e du championnat de Belgique sur route - 2023 - Circuit de Wallonie - 21e étape du Tour de France - 2e de la Schwalbe Classic - 2e de la Flèche de Heist - 3e du Tour de Murcie - 3e de la Clásica de Almería - 3e de la Brussels Cycling Classic - 3e de Paris-Bourges | - 2024 - 3e étape du Tour de Norvège - 1re étape du Tour de Wallonie - 2e de la Gooikse Pijl - 2e du Tour de Münster - 3e du championnat de Belgique sur route - 3e de Gand-Wevelgem - 4e de la Cyclassics Hamburg - 8e de Paris-Roubaix - 2025 - 3e étape du Tour de l'Algarve - 6e étape du Tour de Suisse - Copenhagen Sprint - 9e de Gand-Wevelgem |  |

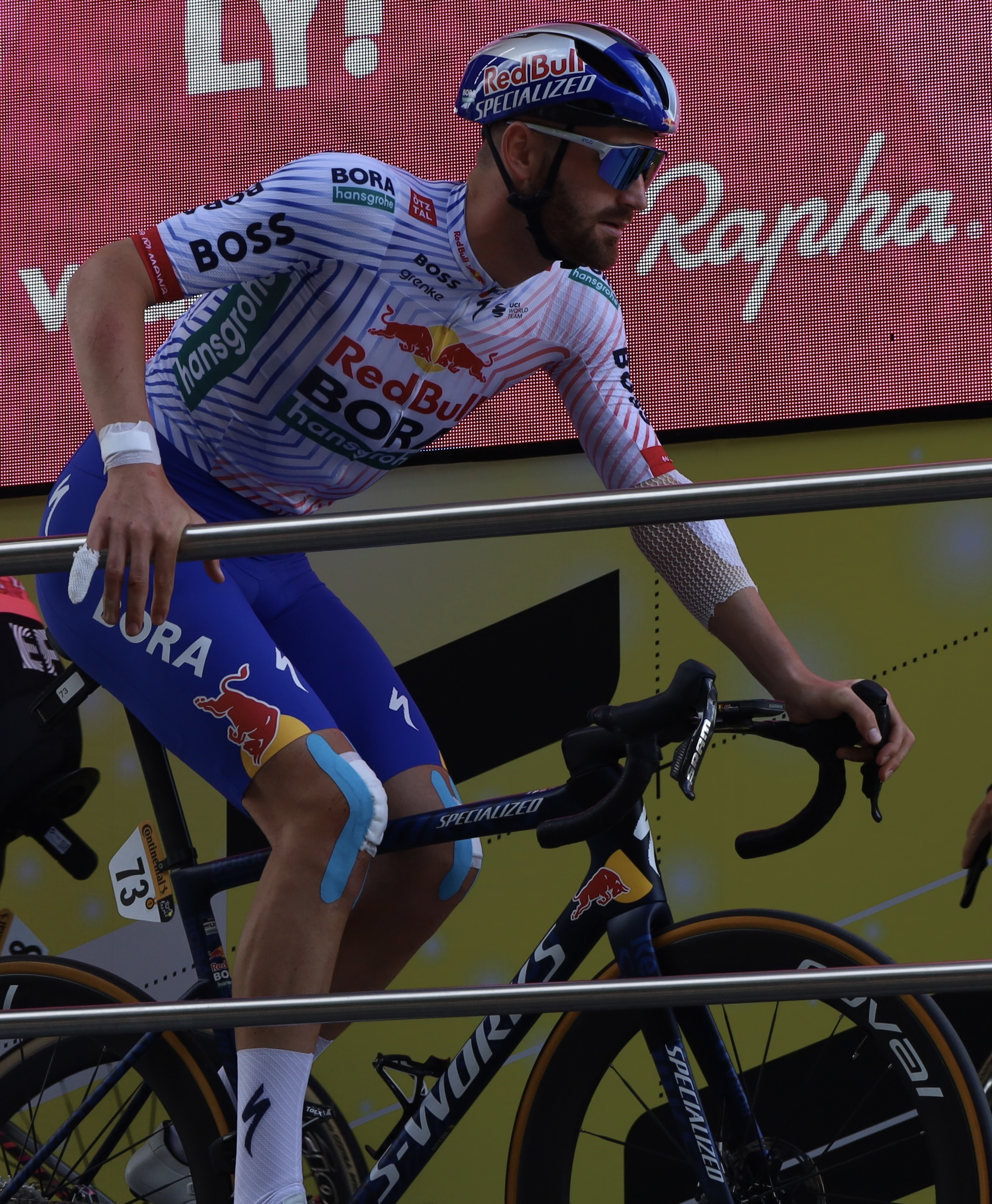
Jordi Meeus sur le podium protocolaire du Tour de France 2025 à Amiens, portant les stigmates de sa chute de la veille, lors de la troisième étape.

### Résultats sur les grands tours

#### Tour de France
2 participations
- 2023 : 139e, vainqueur de la 21e étape
- 2025 : 158e

#### Tour d'Espagne
1 participation.
- 2021 : 139e

## Classements mondiaux
| Année                                 | 2017  | 2018 | 2019 | 2020 | 2021 | 2022 | 2023 | 2024 |
| ------------------------------------- | ----- | ---- | ---- | ---- | ---- | ---- | ---- | ---- |
| Classement mondial                    | 2289e | 505e | 962e | 144e | 87e  | 124e | 61e  | 58e  |
| UCI Europe Tour                       | 1500e | 291e | 694e | 118e | 73e  | 102e | 50e  | 46e  |
|                                       |       |      |      |      |      |      |      |      |
| Légende : nc = non classéSource : UCI |       |      |      |      |      |      |      |      |